# Церебро
Церебро (англ. Cerebro, с испанского и португальского Мозг) — вымышленное устройство, появившееся в комиксах издательства Marvel Comics. Устройство используется Людьми Икс (в частности их лидером Профессором Чарльзом Ксавьером) для обнаружения людей и мутантов. Оно было создано Профессором Икс и Магнето, а позже усилено доктором Хэнком Маккоем. Текущая версия Церебро называется Церебра, которая отличается от него только именем. Церебро впервые появился в X-Men № 7 (1964).

## Концепция и создание
Церебро впервые появился в X-Men # 7 (1964). Религиовед Джеффри Крайпл в своей книге 2011 года: "Мутанты и Мистики: «Научная фантастика, Супергеройские комиксы и Паранормальные явления» называет Церебро «частью психотроники» и описывает его как «паутинную систему машин и проводов Кирби-эска, которая передает экстрасенсорные данные на частный стол Профессора Ксавьера в другой комнате». Крайпл также указывает еще несколько других эпизодов, в том числе в Giant-Size X-Men # 1 (1975), где Церебро чувствует и находит супермутантов по всему миру, что значительно облегчает работу команды Людей Икс.

## Использование и функционирование устройства
Церебро усиливает мозговые волны пользователя. В случае телепатов он позволяет пользователю обнаруживать следы других людей во всем мире, также способен различать обычных людей и мутантов. Сложно оценить максимальную силу устройства; порой в сюжетных линиях он мог обнаруживать мутировавших инопланетян за пределами планеты, когда в других он мог только сканировать признаки мутантов в Соединенных Штатах. Неясно, находит ли он мутантов по сигнатуре силы, которую они посылают, когда они используют свои силы или по наличию Гена Икс в своём теле; оба метода использовались во всех комиксах.
Использование Церебро может быть чрезвычайно опасным. Телепаты без хорошо обученного, дисциплинированного ума подвергают себя большому риску при использовании. Это связано с психической обратной связью, которую пользователи испытывают при работе с Церебро. Поскольку устройство значительно улучшает естественные психические способности, пользователи, которые не готовы к такой силе, могут быть быстро и легко перегружены, что приводит к безумию, коме, постоянному повреждению мозга или даже смерти. Единственным исключением был Магнето, у которого как говорят, были незначительные или скрытые телепатические способности, а также опыт, усиливающий его умственные способности с помощью механических устройств его собственной разработки. Китти Прайд однажды обновила Церебро, чтобы нетелепаты тоже могли его использовать. Это было в то время, когда Профессор Ксавьер находился у расы Ши’ар, а Рэйчел Саммерс только что покинула команду. Китти смогла отследить Ночного Змея, который пропал без вести после битвы с Нимродом.
Единственными персонажами, которые часто используют Церебро, являются Профессор Икс, Джин Грей, Эмма Фрост и Степфордские кукушки. Тем не менее, Рэйчел Саммерс и Псайлок также использовали его. После того, как устройство было модернизировано до Церебра, Кассандра Нова использовала его для обмена умами с Ксавьером. Степфордские кукушки однажды использовали машину для усиления своей комбинированной способности, причем только одна из них непосредственно была связана с машиной, но все они испытывали её взаимодействие из-за их психического взаимопонимания. Напряжение умственного прекращения беспорядков во время Открытого Дня убило Софи, Степфордскую Кукушку, которая была привязана к Церебра. Софи была неопытна в использовании Церебра и была усилена улучшающим способности мутанта препаратом «Удар»; однако было обнаружено, что истинной причиной смерти было не перенапряжение вследствие использования устройства и не возросшие способности после использования препарата, а родная сестра Софи Эсме, которая также использовала «Удар» для управления своими способностями, временно завладев контролем Кукушки и манипулировав Софией во время её смерти. Позднее оставшиеся три Кукушки продемонстрировали, что они способны использовать Церебра с относительной легкостью в Phoenix: Endsong.
Некоторые мутанты научились защищать себя от Церебро, обычно через свои собственные телепатические способности. Магнето может защитить себя от устройства, используя минимальные телепатические способности; в серии он делает это со специально построенным шлемом.

## Вымышленная история
Первоначально Церебро было устройством, аналогичным компьютеру, которое было встроено в письменный стол в офисе Ксавьера. Эта ранняя версия Церебро работала на перфокартах и не требовала от пользователя (телепатического или иного) взаимодействия с ним. Прототипная версия Церебро по имени Киберно использовалась Ксавьером для отслеживания Циклопа в «Origins of the X-Men» резервной истории в X-Men Volume 1 № 40. В первом опубликованном выпуске Церебро в X-Men Volume 1 # 7, Профессор Икс отправил Людей Икс в секретную миссию (чтобы найти Люцифера) и оставил Церебро новому лидеру группы Циклопу, который использовал его для отслеживания известных злых мутантов и нахождения новых злых мутантов. Устройство также предупредило Людей Икс о надвигающейся угрозе, созданной не мутантом Джаггернаутом до первого появления этого персонажа. Позже устройство было модернизировано до более крупной и знакомой технологии на основе телепатии с помощью шлема интерфейса.
Когда человек по имени Сентинел-гештальт-Бастион украл Церебро из Института Ксавьера, Церебро был гибридизован с программированием Бастиона через нанотехнологию. Получившаяся сущность, разумная форма Церебро, создала двух помощников, Церебритов Альфа и Бета, через которых она действовала бы без разоблачения. Он также использовал свои записи в «Комнате опасностей» о силах Людей Икс и Братства мутантов, чтобы создать свою собственную команду самозванцев «Людей Икс», члены которой обладали схожими способностями конкретных членов каждой из двух команд, цель Церебро заключалась в том, чтобы положить людей в застой, чтобы мутанты могли наследовать Землю, и с этой целью он охотился на группу синтетических детей, называемых маннитами, обладавшими огромными психическими способностями. Он был уничтожен Людьми Икс, с помощью профессора Икс и Маннита по имени Нина.
Совсем недавно, следуя примеру, установленному сериями фильмов о Людях Икс, Церебро был заменен Церебра (называемый старшей сестрой Церебро), машиной размером с небольшую комнату в подвале Института Ксавьера для высшего обучения. Несмотря на то, что Церебра похож на версию из фильма, Церебра намного меньше, чем версия в фильме. Он напоминает стручок, наполненный искрящимся туманом, который конденсируется в представления о мысленных изображениях.
После того, как было обнаружено, что Терриген токсичен для мутантов, Штор, член Людей Икс перемещается в Лимбо, Кузнец программирует Церебра в тело Стража и загружает её с возможностью продемонстрировать человеческие эмоции. Церебра сопровождает Людей Икс во многих своих миссиях, чтобы помочь найти мутантов и привести их в Институт Ксавьера, где они будут в безопасности от Терригена. Наряду с возможностью обнаружения мутантов, Церебра также может летать и телепортироваться, выступая в качестве моста между Землей и Лимбо.
Когда Люди Икс и Нелюди пошли на войну, чтобы решить судьбу оставшегося облака Терригена, Церебра был разрушен после попадания под перекрестный огонь, когда Эмма Фрост развязала армию Стражей, запрограммированных на уничтожение Нелюдей вместо мутантов. В то время как команда Людей Истребителей Шторм начала возвращать беженцев в свои дома из Института, после того как Медуза уничтожила облако Терригена, Церебра была сильно повреждена в заброшенном амбаре, окруженном дикими Стражами. Как только она была обнаружена, и Люди Икс увидели, что её нынешнее чудотворное тело было далеко за пределами ремонта, они загрузили её в новое тело.

## Другие версии
В рассказе Криса Клермонта «Люди Икс: Конец», который проходит на 20 лет раньше стандартной непрерывности Людей Икс, Церебра был заменен в свою очередь бестелесным мозгом Марты Йоханссон, человека-психокинетика, который был представлен во время выступления Гранта Моррисона Людям Икс.
В видеоигре X-Men Legends, Церебро идентичен его внешнему виду и использованию в фильме Люди Икс. Джин Грей и Эмма Фрост используют устройство в какой-то момент, чтобы попытаться вернуть ум профессора Икс его телу. В X-Men Legends II: Rise of Apocalypse, он был разрушен вместе с остальной частью особняка, но Forge упомянул о планах по строительству Церебра для его замены. Он описал Церебра как старшую сестру Церебро.
В видеоигре Marvel: Ultimate Alliance, в то время как команда находится в Святая святых, Профессор Икс использовал устройство, созданное зверем, позволяющее ему использовать Церебро на большом расстоянии, чтобы найти Ночного змея, который был похищен Доктором Думом.
Во вселенной Marvel Zombies зомбированные версии Зверя и Мистера Фантастик перепрограммировывают Церебро, чтобы помочь им, а другие зомби выследили последних оставшихся людей на Земле. Церебро находит многих в европейской нации Латверии, но все убегают. В Marvel Zombies Return выжившие зомби бегут в другой мир, где многие из них перезапускают первоначальную инфекцию, на этот раз постоянно сливая частично зомбированное тело профессора Икс с Церебро, чтобы он мог найти для них людей.
Во вселенной MC2 Человек Икс несёт «Мини-церебро», который может обнаруживать мутантов так же как и его полноразмерная версия.

## Вне комиксов

### Телевидение
- В мультсериале Люди Икс Церебро был широко представлен на протяжении всего мультсериала. Он был в основном использован профессором Ксавьером, и ему было показано, что он использует его различными способами, такими как обнаружение мутантов, увеличение его возможностей и даже понимание технологии Ши’ар и т. д. Не было определенного места, где Церебро находился, как в другой анимационной серии, но вместо этого вышел из потолка, в первую очередь в военную комнату, где люди Икс проводили свои командные встречи. Джин Грей также отметила, что часто использует Церебро, и он усиливает ее телепатические способности, как и для профессора Икс. Джин Грей в этом оживленном сериале не всегда присоединялся к Людям Икс в своих миссиях на поле, а контролировал их телепатически, используя помощь Церебро. Даже Белая Королева Клуба Адского Пламени, Эмма Фрост, использовала Церебро, когда она телепатически взламывала его, чтобы тайно «шпионить» по Ксавьеру, Людям Икс, и узнать больше о Джин Грей и о её превращении в Феникса. Следует отметить, что у самолета Тёмная птица Людей Икс был также свой собственный Церебро.

- В мультсериале Люди Икс: Эволюция, Церебро был показан много раз. Было показано, что он используется главным образом профессором и в конечном итоге Джин Грей. В начале серии Церебро был примитивной версией того, что позже станет тем, что шоу прогрессировало, и в итоге получилось идентичным Церебро в фильмах про Людей Икс. Церебро первоначально появился как компьютерная консоль с пользовательскими периферийными устройствами, которые вышли из скрытого компонента стены в особняке. В конце концов этот Церебро был разрушен злобным братом профессора Икс Джаггернаутом. Когда он был перестроен, Церебро получил свою комнату, а не скрытую составляющую стены, как и раньше, и выглядел идентично проектам Церебро в фильмах. Церебро даже попал в переносную форму шлема для поездок и полевых миссий. Джин Грей использовала этот Церебро для усиления своих телепатических способностей, как в комиксах и предыдущих сериях. Это даже помогло повысить телепатические способности Джин, чтобы сразиться с одержимым профессором Икс в финале сериала. Во время боя Церебро показал развязывание Феникса внутри Джин на долю секунды, в конце концов получив власть дабы победить злого Ксавьера и вернуть его в норму. В сериях "Веселье и игры", «Аркада», студенческая версия одного из величайших злодеев Людей Икс, взломали в Церебро и использовали его для управления системой безопасности особняка, чтобы атаковать людей Икс, полагая, что программа будет игрой. Тем не менее, он не использовал свою технологию улучшения телепатии, вместо этого просто переписывал ее, чтобы позволить ему получить доступ к системам безопасности.

- В мультсериале 2008 года, «Росомаха и Люди Икс», Церебро чрезвычайно важен для сериала, поскольку он служит связующим звеном с прошлым, настоящим и будущим. Первоначально Церебро был поврежден в необъяснимом нападении на Профессора Икс в настоящем, где он попадает в кому только для того, чтобы проспать двадцать лет в будущем. В будущем через двадцать лет Люди Икс все были убиты, а мир контролируется охотящихс яна мутантов роботами по имени Стражи. Ксавьер с сохранившимися компонентами Церебро, которые он обнаруживает, телепатически связывается с Людьми Икс двадцать лет назад (настоящее) и инструктирует их остановить тех, кто создаст мрачное будущее, которое произойдёт через двадцать лет (его настоящее). В течение большинства присутствующих Людей Икс, а также его первых выступлений в будущем, это похоже на версию, замеченную в фильмах Людей Икс, однако для большинства сцен в будущем Ксавьер использует портативную версию из Церебро. С деньгами Уоррена Уортингтона и технической экспертизы Кузнеца, Люди Икс смогли получить разрушенный Церебро в отремонтированном особняке. Поскольку Ксавьер в настоящем в коматозе, а Джин Грей отсутствует, Эмма Фрост выступает в качестве телепата-резидента команды, и она главным образом использует Церебро.
- В мультсериале Чёрная Пантера 2010 года, Шторм использует Церебро для поиска Джаггернаута в Ваканде.

### Фильмы
- В телефильме Поколение Икс 1996 года на Fox, Церебро был изображен как настольный персональный компьютер с несколькими пользовательскими периферийными устройствами.

- Профессор Джеффри Дж. Крипал в своей книге «Мутанты и мистики: 2011, Научная фантастика, Супергероические комиксы и Паранормальные явления» описывает Церебро в фильмах Людей Икс как «футуристический суперзнер, в который Профессор Ксавьер проезжает через мост, чтобы надеть шлем, который увеличит его и без того необыкновенные телепатические способности и проецирует результаты на черепные внутренние стены комнаты»[1]. В фильмах «Люди Икс» и Люди Икс 2, Церебро — это массивное устройство, которое напоминает сферическую комнату в подвале школы Ксавьера. Интерфейс шлема похож на версию, представленную в комиксах, хотя основная часть оборудования Церебро находится в окружающих стенах. Во время использования вокруг пользователя появляются трехмерные изображения разумов, отсканированных устройством. В отличие от версии комиксов версия Церебро в фильме может легко отличить разум обычного человека от разума мутанта. Уникальная сигнатура мутантных мозговых волн показана в первом фильме мысленными изображениями обычных людей, изображенных черно-белым цветом, в то время как мутанты проявляются в ином цвете. Когда Ксавьер иллюстрирует свою связь с каждым человеческим и мутантным разумом на Земле, в продолжении Люди Икс 2, мутанты появляются красным цветом, а обычные люди белым.
- В первом фильме Профессор Икс упоминает Росомахе, что Магнето помог ему построить его и поэтому знает, как построить шлем с электрическими схемами, чтобы блокировать его способности обнаружения. Церебро саботируется Мистик, так что он травмирует Профессора Икс, отправляя его в кому. Единственный человек, который эффективно использовал Церебро в фильмах — Ксавьер; Джин Грей успешно использовала устройство, чтобы найти Магнето в оригинальном фильме, но входной сигнал переполнил ее зарождающуюся телепатию и оставил её ошеломленной. Это не упоминалось в комиксах, хотя Магнето из комиксов может использовать Церебро и разработал аналогичные устройства.

- В Люди Икс 2 устройство было скопировано и модифицировано Уильямом Страйкером в его заговоре, чтобы промыть мозги Ксавьеру, используя свои увеличенные силы с помощью Церебро, чтобы убить мутантов мира, хотя этот план был позже сорван Магнето — невосприимчивого к телепатическому нападению через свой шлем, так что Ксавьер будет использоваться для убийства людей. Согласно фильму, трудно определить местоположение мутантов, которые имеют возможность телепортироваться и постоянно находящихся в движении, например Ночного Змея.
- В обоих фильмах шлем Магнето способен блокировать телепатические сигналы от Церебро, а также любых мутантов телепатов.

- В фильме «Люди Икс: Первый класс» ранняя версия Церебро существует в неназванном научном учреждении ЦРУ, построенном молодым Хэнком Маккойей для усиления мозговых волн. В незначительном отрыве от исходного материала его создание и дизайн приписывают Хэнку, а не Чарльзу Ксавьеру. Он используется Ксавьером для поиска и набора мутантов для обучения, чтобы противостоять Себастьяну Шоу. Он позже был разрушен Риптидом, поскольку Шоу обыскивает объект для молодых мутантов.
- В фильме Эмма Фрост комментирует её восприятие увеличенного телепатического диапазона Ксавьера при использовании Церебро, которое она чувствует, несмотря на то, что она находится на расстоянии нескольких тысяч миль.

- В фильме Люди Икс: Дни минувшего будущего, Церебро появляется в будущем самолёте Тёмная птица, как встроенный удлинитель для кресла-хауса Ксавьера и состоит из трех сенсорных подушек и трехмерного голографического проектора. Раньше казалось, что это было показано в первых двух фильмах, хотя и пылилось из-за долгих лет пренебрежения из-за нынешней неспособности нынешнего Ксавьера использовать свои силы. По мере того, как его способности начали возвращаться, молодой Ксавьер первоначально пытается использовать его, чтобы найти Мистик после того, как она ускользает от своей первой конфронтации, но имеет проблемы с концентрацией, достаточной для правильного использования из-за его нынешних эмоциональных потрясений. Тем не менее, беседа с его будущим самостоятельным использованием перемещенного во времени Росомахи как «мост», чтобы вступить в контакт с его другим и молодым «я» в будущем, который близок к коматозному телу Росомахи, помогает ему восстановить свой прежний фокус, позволяя ему временно контролировать других, чтобы поговорить с Вороном, прежде чем отправить психическую проекцию непосредственно к ней.
- В версии фильма Шельма Церебро используется в будущем как тюрьма для Шельмы, которая экспериментирует с агентами людьми Стражами в надежде найти способ дублировать её способность беря власть над другими, с использованием Церебро, поскольку интерьер комнаты защищен от внешних телепатических зондов. Кроме того, в 1973 году Мистик возвращается в особняк, чтобы получить лечение для своей раны в качестве прикрытия для своей реальной повестки, чтобы разгромить Церебро, не позволяя Ксавьеру снова найти её.

- Церебро появляется в фильме Люди Икс: Апокалипсис, где Ксавьер использует Церебро и видит как Мория ищет Эрика. Ксавьер говорит Алексу уничтожить Церебро, узнав, что Апокалипсис использует Церебро.